# YG Future Strategy Office
YG Future Strategy Office (hangul: YG전략자료본부; rr: YG Jeonlyakjalyobonbu; lit. YG Strategic Resource Center), também conhecida como YG FSO (hangul: YG전자; rr: YG Jeonja), é uma série de televisão sul-coreana da Netflix estrelada por Seungri, como chefe do departamento de planejamentos estratégicos fictícios da YG Entertainment, além de Yoo Byung-jae, Baek Young-kwang, Kim Ga-eun, Son Se-bin e Lee Jai-jin atuando como seus colegas de trabalho. A série pseudodocumental é dirigida por Park Joon-soo, que produziu o mocumentário sul-coreano God of Music e escrita por Kim Min-suk, um dos roteiristas do programa Saturday Night Live Korea.

## Sinopse
A fim de lidar com seus artistas problemáticos e desajustados, a YG Entertainment forma um novo departamento chamado de departamento de planejamento estratégico, tendo Seungri como seu chefe. A série segue com ele e seus colegas lutando para recuperar a reputação da empresa em meio a uma crise.

## Elenco

### Principal

#### Equipe YG FSO
- Seungri[4] como o chefe e consultor da YG FSO
- Yoo Byung-jae[4] como o membro da equipe que executa as tarefas para o departamento
- Lee Jai-jin[4] como o empregado que raramente vai para o trabalho
- Son Se-bin[4] como a assistente do departamento de ar calmo
- Kim Ga-eun[4] como a gerente financeira do departamento, de personalidade direta está sempre "desafiando" Seungri
- Park Chung-hwan[4] como o asistente da gerência

#### Recorrentes
- Baek Young-kwang[4] como gerente de Seungri e guarda-costas do departamento
- Choi Shin-deok como guarda-costas do departamento
- Jinu (Jinusean)[5]

### Aparições especiais
- Yang Hyun-suk
- Black Pink[6]
- Daesung[6]
- Nam Tae-hyun[7]
- Kim So-young
- Winner[6]
- Oh Sang-jin
- Jinusean
- Park Bom[6]
- One
- Son Se-eun
- iKon[6]
- Sunmi[6]
- Kim Chung-ha[6]
- Son Na-eun
- Yoo In-na
- Lee Hi[6]
- Lee Soo-hyun[6]

## Episódios
Em cada episódio é apresentada uma citação de Yang Hyun-suk, fundador da YG Entertainment, com a qual se relaciona com a história do episódio. As citações são exibidas após os créditos de abertura.
| N.º | Título                                      | Dirigido por  | Escrito por | Lançamento           |
| --- | ------------------------------------------- | ------------- | ----------- | -------------------- |
| 1   | "Family Day" "(Dia para a Família)"         | Park Joon-soo | Kim Min-suk | 5 de outubro de 2018 |
| 2   | "Clean YG" "(Repaginando a YG)"             | Park Joon-soo | Kim Min-suk | 5 de outubro de 2018 |
| 3   | "Music Business" "(A Indústria da Música)"  | Park Joon-soo | Kim Min-suk | 5 de outubro de 2018 |
| 4   | "Plan B" "(Plano B)"                        | Park Joon-soo | Kim Min-suk | 5 de outubro de 2018 |
| 5   | "Financial Problem" "(Problema Financeiro)" | Park Joon-soo | Kim Min-suk | 5 de outubro de 2018 |
| 6   | "Big Crunch" "(Mudança de Área)"            | Park Joon-soo | Kim Min-suk | 5 de outubro de 2018 |
| 7   | "Dark Night" "(Noite Escura)"               | Park Joon-soo | Kim Min-suk | 5 de outubro de 2018 |
| 8   | "New Face" "(Novidade na Equipe)"           | Park Joon-soo | Kim Min-suk | 5 de outubro de 2018 |

## Desenvolvimento e produção
A série foi anunciada pela primeira vez em 22 de fevereiro de 2018, através de um comunicado de imprensa publicado pela Netflix.
O diretor e produtor Park Joon-soo declarou ter se inspirado no antigo departamento de planejamentos estratégicos da empresa Samsung. Segundo ele, o mesmo costumava ser um departamento importante da empresa antes de ser dissolvido. Park também comentou sobre o enredo da série, dizendo que vinha "produzindo uma série de programas que ridicularizam os lados obscuros da indústria do entretenimento da Coreia do Sul" e pensou na YG Entertainment porque estava "passando por um período sombrio" na época.
Durante as suas filmagens, a equipe e o elenco receberam versões diferentes do roteiro para "tornar a série o mais realista possível". No entanto, Seungri mencionou durante uma conferência de imprensa - realizada em Seul em 1 de outubro de 2018 - que ele raramente lia os roteiros, querendo "mostrar o verdadeiro [ele]" o máximo que pudesse.